# Monique Lafond
Monique de Gormaz Lafond (Rio de Janeiro, 9 de fevereiro de 1954) é uma atriz, modelo, professora de interpretação e produtora teatral brasileira.

## Biografia
De ascendência francesa, Monique começou a carreira ainda menina fazendo comerciais. Aos 11 anos, participou do musical “Música Divina Música”, versão de “A Noviça Rebelde”. Logo em seguida, trabalhou por três anos ao lado de Glauce Rocha, Darlene Glória e Jorge Dória na peça “Os Pais Abstratos”, de Pedro Bloch, e com direção de João Bittencourt.
A partir daí, trabalhou em dezenas de peças: A Gaiola das Loucas, Constantina, Um Edifício chamado 200, Ó Abre Alas, entre outras.
Em 1968, fez sua estreia no cinema, no filme Até Que o Casamento Nos Separe, de Flávio Tambellini. Em 1970, profissionalizou-se como modelo e manequim.
Foi também uma das musas dos filmes do cineasta Walter Hugo Khouri. Seu primeiro filme com o diretor foi Paixão e Sombras, em 1977. Realizou mais três filmes com aquele que foi considerado o cineasta das mulheres: Eros, O Deus do Amor, Eu e As Feras, marcada sempre pela forte presença e pelo tipo sensual maduro e despudorado.
Na televisão, sua estreia deu-se em 1973, na novela Os Ossos do Barão, da TV Globo. Desde então, tem trabalhado em várias novelas desta emissora, como Fogo Sobre Terra, A Moreninha, Coração Alado, Brega e Chique, Que Rei Sou Eu?, Coração de Estudante, Belíssima, Duas Caras, Páginas da Vida, Caras & Bocas, entre outras.
Em outubro de 1975 fez ensaio semi-nua para a revista Ele Ela da qual já tinha sido capa em setembro de 1974. Em abril de 1981, posou totalmente nua, em Búzios, para a revista Playboy, sendo também capa.
Em 2006, Monique fez uma participação em Malhação vivendo uma assistente social. Também tem feito várias participações no humorístico Zorra Total, no quadro Lady Kate (interpretado pela humorista Katiuscia Canoro), além de continuar fazendo participações em novelas da Globo. Fora dos palcos teatrais desde 1999, quando fez "Ó Abre Alas", Monique voltou ao teatro em 2008, com o espetáculo "Por quê Não?", no Teatro Ipanema (RJ). Em 2010, se apresentou em Porto Alegre no espetáculo "Mario Quintana, o Poeta das coisas simples", ao lado de Anilza Leoni, Selma Lopes, Tamara Taxman e Sergio Miguel Braga.
A partir de 1997, Monique passou a se dedicar também a ministrar cursos de interpretação cênica, inicialmente para alunos da terceira idade no Rio de Janeiro, na Oficina de Teatro na Idade da Sabedoria. A partir de 2008, a atriz também começou a dar aulas para jovens e adultos em sua Oficina de Teatro em Copacabana. A partir daí, tem dirigido vários espetáculos teatrais com seus alunos no elenco, entre eles Lisístrata, de Aristófanes, apresentado em Novembro de 2009, no Teatro Henriqueta Brieba (RJ).

## Filmografia

### Televisão
| Ano     | Título                           | Personagem                 | Notas                                       | Emissora      |
| ------- | -------------------------------- | -------------------------- | ------------------------------------------- | ------------- |
| 1973    | Os Ossos do Barão                | Gláucia                    |                                             | Rede Globo    |
| 1974    | Fogo Sobre Terra                 | Judy                       |                                             | Rede Globo    |
| 1975    | A Moreninha                      | Marina                     |                                             | Rede Globo    |
| 1975    | Bravo!                           | Débora                     |                                             | Rede Globo    |
| 1979-83 | Os Trapalhões                    | Vários Personagens         |                                             | Rede Globo    |
| 1980    | Coração Alado                    | Danúbia                    |                                             | Rede Globo    |
| 1982    | Nem Rebeldes, Nem Fiéis          | Ianthe                     |                                             | TV Cultura    |
| 1984    | Santa Marta Fabril S.A.          | —                          |                                             | Rede Manchete |
| 1985    | Antônio Maria                    | Madalena                   |                                             | Rede Manchete |
| 1985    | Jogo do Amor                     | Paula                      |                                             | SBT           |
| 1987    | Brega & Chique                   | Marinalva Pombo            |                                             | Rede Globo    |
| 1988    | Vale Tudo                        | Dolores                    |                                             | Rede Globo    |
| 1989    | Que Rei Sou Eu?                  | Marquesa La Provence       |                                             | Rede Globo    |
| 1990    | Araponga                         | Elizabeth                  |                                             | Rede Globo    |
| 1991    | O Fantasma da Ópera              | Teresa Fourton             |                                             | Rede Manchete |
| 1993    | Sonho Meu                        | Maitê                      |                                             | Rede Globo    |
| 1994    | Quatro por Quatro                | Virna                      |                                             | Rede Globo    |
| 1995    | Você Decide                      | Vera                       | Episódio: "Pacto de Silêncio"               | Rede Globo    |
| 1996    | Você Decide                      | —                          | Episódio: "Amor Por Correspondência"        | Rede Globo    |
| 1997    | A Filha do Demônio               | Rachel                     |                                             | Rede Record   |
| 1997    | A Sétima Bala                    | Amália                     |                                             | Rede Record   |
| 1997    | Direito de Vencer                | Élide                      |                                             | Rede Record   |
| 1998    | Você Decide                      | —                          | Episódio: "Verdades e Mentiras"             | Rede Globo    |
| 2002    | Coração de Estudante             | Drª Eliane                 |                                             | Rede Globo    |
| 2004    | Linha Direta Justiça             | Dirce Grotkowski           | Episódio: "O Naufrágio do Bateau Mouche"    | Rede Globo    |
| 2005    | Belíssima                        | Tereza                     |                                             | Rede Globo    |
| 2006    | Pé na Jaca!                      | Yvonne                     |                                             | Rede Globo    |
| 2007    | Paraíso Tropical                 | Solange                    |                                             | Rede Globo    |
| 2007    | Duas Caras                       | Celinha                    |                                             | Rede Globo    |
| 2008    | Os Mutantes: Caminhos do Coração | Nilza                      |                                             | Rede Record   |
| 2008    | Casos e Acasos                   | Anita                      | Episódio: "A Blitz, o Presente e os Filhos" | Rede Globo    |
| 2008    | Zorra Total                      | Otília                     |                                             | Rede Globo    |
| 2009    | Caras e Bocas                    | Tia de Simone              | Participação Especial                       | Rede Globo    |
| 2010    | A Vida Alheia                    | Tereza Montiel             | Episódios: "O Sequestro" "Porque Temos Fé"  | Rede Globo    |
| 2010    | Ti Ti Ti                         | Cliente de Jacques Leclair | Participação especial                       | Rede Globo    |
| 2011    | Aquele Beijo                     | Cliente de Mãe Iara        | Participação especial                       | Rede Globo    |
| 2012    | Aventuras do Didi                | Cliente do Entrega Rápidas | Episódio: "29 de julho"                     | Rede Globo    |
| 2014    | Em Família                       | Juíza de paz               | Participação especial                       | Rede Globo    |
| 2014    | Chiquititas                      | Gilda Ramos                |                                             | SBT           |
| 2014    | Alto Astral                      | Dona Vanessa Gambone       |                                             | Rede Globo    |
| 2015-19 | República do Peru                | Arlinda                    | [ 8 ]                                       | TV Brasil     |
| 2018    | Apocalipse                       | Olinda                     |                                             | Rede Record   |

### Cinema
| Ano  | Título                                        | Personagem         |
| ---- | --------------------------------------------- | ------------------ |
| 1968 | Até que o Casamento nos Separe                | Clarice            |
| 1969 | Um Uísque Antes, um Cigarro Depois            | —                  |
| 1970 | Ascensão e Queda de um Paquera                | Renata             |
| 1971 | Bonga, o Vagabundo                            | —                  |
| 1972 | Os Machões                                    | —                  |
| 1972 | Salve-se Quem Puder - Rally da Juventude      | Kátia              |
| 1972 | Independência ou Morte                        | —                  |
| 1973 | Aladim e a Lâmpada Maravilhosa                | Marina             |
| 1973 | Robin Hood, o Trapalhão da Floresta           | Catarina Reis Leão |
| 1974 | As Moças Daquela Hora                         | Léa                |
| 1975 | Com um Grilo na Cama                          | Anete              |
| 1975 | Enigma para Demônios                          | Elza               |
| 1975 | Ipanema, Adeus                                | Gilda              |
| 1975 | Ladrão de Bagdá, O Magnífico                  | Jasmim             |
| 1975 | Motel                                         | Dilma              |
| 1977 | O Trapalhão nas Minas do Rei Salomão          | Glória             |
| 1977 | Emanuelle Tropical                            | Emmanuelle         |
| 1977 | O Mistério das Quatro Mulheres                | —                  |
| 1977 | O Pequeno Polegar contra o Dragão Vermelho    | Senhorita Su Yang  |
| 1977 | Paixão e Sombras                              | Ana                |
| 1979 | Amante Latino                                 | Bárbara            |
| 1979 | Bachianas Brasileiras: Meu Nome É Villa-Lobos | —                  |
| 1979 | Eu Matei Lúcio Flávio                         | Margarida Maria    |
| 1980 | A Mulher Sensual                              | Fotógrafa          |
| 1980 | Giselle                                       | Ana Clementina     |
| 1980 | Um Menino... uma Mulher                       | Rafaela            |
| 1981 | Eros, o Deus do Amor                          | Lilit              |
| 1982 | Luz del Fuego                                 | Advogada           |
| 1982 | Os Campeões                                   | Cristina           |
| 1982 | Retrato Falado de uma Mulher sem Pudor        | Paula Marcondes    |
| 1983 | Fuscão Preto                                  | Cleide             |
| 1983 | Prazeres Permitidos                           | Marina             |
| 1983 | Tudo na Cama                                  | Cassandra          |
| 1984 | Amor Maldito                                  | Fernanda           |
| 1984 | Lídia e Seu Primeiro Amante                   | Monique            |
| 1984 | Memórias do Cárcere                           | Francesa           |
| 1984 | Mulher de Proveta                             | Ana Maria          |
| 1986 | Fulaninha                                     | Mulher da Boate    |
| 1987 | Eu                                            | Renata             |
| 1987 | Sonhos de Menina-Moça                         | Marta              |
| 1988 | O Diabo na Cama                               | A Esposa           |
| 1991 | Não Quero Falar sobre Isso Agora              | Dora               |
| 1992 | A Serpente                                    | Lígia              |
| 1992 | Kickboxer 3: The Art of War                   | Flavia             |
| 1993 | Butterfly                                     | —                  |
| 2001 | As Feras                                      | Sylvie             |
| 2003 | Lara                                          | Mãe de Lara        |
| 2009 | Fumando Espero                                | Ela mesma          |
| 2012 | Billi Pig                                     | Verônica Abdala    |
| 2016 | Fantasias de Papel                            | Ela mesma          |
| 2019 | Cinéfilo                                      | Liv                |
| 2024 | Segredos                                      | Trudy              |

## Teatro
| Ano       | Título                                           | Direção              |
| --------- | ------------------------------------------------ | -------------------- |
| 1965-1966 | Música Divina Música                             | Harry Woolever       |
| 1967-1969 | Os Pais Abstratos                                | João Bethencourt     |
| 1969      | Branca de Neve                                   | Jair Pinheiro        |
| 1969      | O Patinho Feio                                   | Aurimar Rocha        |
| 1970      | O Palhacinho e a Onça                            | Jair Pinheiro        |
| 1970      | Pinóquio                                         | Jair Pinheiro        |
| 1970      | Cinderela                                        | Roberto de Castro    |
| 1970      | Aladdin e a Lâmpada Maravilhosa                  | Washington Guilherme |
| 1972      | As Filhas da Mãe                                 | Ronaldo Ciambroni    |
| 1973      | O Genro que Era Nora                             | Aurimar Rocha        |
| 1973      | Uma Vez Por Semana                               | Gugu Olimecha        |
| 1974      | O Jogo do Sexo                                   | José Renato          |
| 1974      | Um Edifício Chamado 200                          | José Renato          |
| 1978      | Constantina                                      | Cecil Thiré          |
| 1988      | Tributo                                          | Antônio Mercado      |
| 1988      | Uma Suíte para Duas                              | Maria Pompeu         |
| 1987      | As Filhas da Mãe                                 | Ronaldo Ciambroni    |
| 1989      | Topless                                          | Jacques Lagoa        |
| 1990      | Por Falta De Roupa Nova, Passei o Ferro Na Velha | Paulo Afonso de Lima |
| 1990      | De Gororoba a Caviar                             | Paulo Afonso de Lima |
| 1991      | Rapunzel                                         | Jean Garret          |
| 1991      | Fé Na Crise E Pau Na Gente                       | Abílio Fernandes     |
| 1992      | Das Duas Uma                                     | Gugu Olimecha        |
| 1994-1995 | A Gaiola das Loucas                              | Jorge Fernando       |
| 1996      | A Louca De Bonsucesso                            | Gugu Olimecha        |
| 1996      | Fim de Semana na Casa Da Zélia                   | Kiko Jaess           |
| 1997      | Por Falta De Roupa Nova, Passei o Ferro Na Velha | Paulo Afonso de Lima |
| 1998      | A Cigarra e a Formiga                            | Roberto              |
| 1998      | O Abre-Alas                                      | Charles Möeller      |
| 2000      | Mensagens de Amor                                | Cyrano Rosalém       |
| 2001      | O Santo e o Bicheiro                             | José Renato          |
| 2008      | Por que Não?                                     | Lígia Ferreira       |
| 2009      | Mário Quintana - o poeta das coisas simples      | Rubens Lima Junior   |
| 2017      | Quatro na Kitnet                                 |                      |

## Prêmios e indicações
- Prêmio Air France, melhor atriz por Eu matei Lúcio Flávio.